# II. Borisz bolgár cár
II. Borisz (bolgárul: Борис II), (kb. 931 – 977) bolgár cár 969-től 971-ig. Rövid uralkodása alatt arra törekedett, hogy megőrizze országa függetlenségét a Bizánci Birodalom és a Kijevi Rusz befolyásával szemben.

## Uralkodása
I. Péter bolgár cár és I. Rómanosz bizánci császár lánya, Mária gyermekeként született 931-ben. Életéről semmit nem lehet tudni 968-ig, amikor túszként II. Niképhorosz bizánci császár udvarába került, a Bizánci Birodalom és a Bolgár Cárság közti béke zálogaként. 969-ben azonban I. Szvjatoszláv kijevi fejedelem serege legyőzte a bolgárokat, ezért I. Péter cár lemondott a hatalomról és szerzetes lett, ezért Borisznak haza kellett utaznia, hogy átvegye a hatalmat. Ióannész Szkülitzész krónikája szerint azonban azért is kénytelen volt minél hamarabb elhagyni Bizánc területét, mert belekeveredett egy macedóniai felkelésbe.
Borisz Szvjatoszláv szövetségese lett és a kijeviek, valamint a magyarok és besenyők szövetségében megtámadta Bizáncot. A bizánciak azonban 970-ben az arkadiopoliszi csatában győzelmet arattak, majd ellentámadásba lendültek és ostrom alá vették az akkori bolgár fővárost, Preszlavot. A kijevi-bolgár csapatok sokáig védekeztek, de végül a bizánciak bevették és felégették a várost: Szvjatoszláv kénytelen volt visszavonulni. Boriszt pedig fogolyként Konstantinápolyba vitték. A bizánciak uralmuk alá vonták Bulgária keleti és déli részét, de a nyugati területeket nem sikerült meghódítaniuk. Boriszt 977-ben meggyilkolták.

## Fordítás
- Ez a szócikk részben vagy egészben  a   Boris II of Bulgaria című angol Wikipédia-szócikk fordításán alapul.  Az eredeti cikk szerkesztőit annak laptörténete sorolja fel. Ez a jelzés csupán a megfogalmazás eredetét és a szerzői jogokat jelzi, nem szolgál a cikkben szereplő információk forrásmegjelöléseként.